# شبكة خاصة

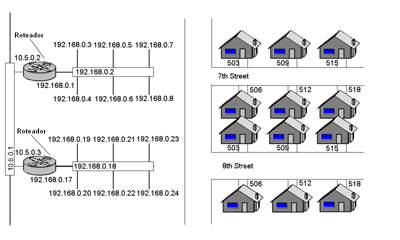

شبكة خاصة (بالإنجليزية: Private network)‏ هو مصطلح يستعمل في مجال العنونة الشبكية للإنترنت ويدل على شبكة معلومات تستعمل عنوان آي.بي خاص بحسب معايير RFC 1918 وRFC 4193. وتطبق عادة في المنازل والمكاتب والشبكات المحلية للمؤسسات وبخاصة عندما تكون شبك الاتصالات الخارجية بالشبكة غير مطلوبة. وفي الأصل، تم استباط الشبكات الخاصة لتقليل استنفاد فضاء عناوين الإصدار الرابع من بروتوكول الإنترنت. وبقية استعمالها في نظام IPv6 الجديد.

## الشبكات الخاصة في الإصدار الرابع من بروتوكول الإنترنت (IPv4)
طلبت اللجنة الخاصة لنظام الإنترنت من أيانا تخصيص الأرقام التالية للشبكات الخاصة بحسب طلب RFC 1918:
| اسم المجال                 | امتداد المجال                 | تمثيل البادئة (القناع) | طول قسم البادئة | طول قسم المضيف | عدد عناوين المجال | المُكافئ في العنونة الصنفيَّة           |
| -------------------------- | ----------------------------- | ---------------------- | --------------- | -------------- | ----------------- | ------------------------------------ |
| ذو البتات الأربعة والعشرين | 10.0.0.0 - 10.255.255.255     | 8/ (255.0.0.0)         | 8               | 24             | 16777216          | فضاء قياسي من الصنف A                |
| ذو البتات العشرين          | 172.16.0.0 - 172.31.255.255   | 12/ (255.240.0.0)      | 12              | 20             | 1048576           | 16 فضاء قياسي متتالٍ من الصنف الصنف B |
| ذو البتات الست عشرة        | 192.168.0.0 - 192.168.255.255 | 16/ (255.255.0.0)      | 16              | 16             | 65536             | 256 فضاء قياسي متتالٍ من الصنف C      |

أصبحت العنونة الصنفية غير مستعملة منذ استحداث التوجيه غير الصنفي بين النطاقات في العام 1993م.

## مساحات الأيبي الخاصة في نظام الأيبي النسخة السادسة (IPv6)
تم نقل مفهوم الشبكات الخاصة إلى الجيل الجديد من بروتوكول الإنترنت والمعرف بـIPv6. وعليه، حجزت أيانا كتلة العنوان fc00::/7 كما هو موضح في RFC 4193. وتسمى هذه العناوين "العناوين الفريدة المحلية (ULA). وتعرف بخاصية يونيكاست وتحتوي على رقم عشوائي من 40 بت تكون بادئة التسيير لمنع الاصطدامات عند ترابط شبكات خاصة مختلفة. على الرغم من كونها بطبيعتها محلية في الاستخدام، فإن فردية نطاق عنوان IPv6 يعتبر عنونة عامة (راجع عناوين IPv6، قسم "عنوان IPv6 نطاقات").
في سبتمبر 2004 تم إلغاء المعيار المقترح لاستخدام ما يسمى ب «عناوين المواقع المحلية» من ضمن كتلة fec0::/10، بسبب المخاوف كبيرة حول صعوبة تطة يره وفقره في تعريف معنى محدد لما يشكل موقع.